# Generic Routing Encapsulation
Generic Routing Encapsulation (GRE) is een tunnelingprotocol ontworpen voor het inkapselen van allerlei netwerkpakketten binnen andere netwerkpakketten.  Het originele pakket noemt men de payload van het uiteindelijke pakket.  Zo kunnen tunnelservers GRE gebruiken om door het internet te tunnelen om VPN-verbindingen te maken.
GRE werd ontwikkeld door Cisco en gebruikt IP-protocolnummer 47.

## Gebruik
- In combinatie met PPTP om VPN-verbindingen te maken.

## Protocolstack met GRE (voorbeeld)
| OSI-model laag                  | Protocol              |
| ------------------------------- | --------------------- |
| 7. Toepassing                   | RADIUS                |
| 4. Transport                    | UDP                   |
| 3. Netwerk (ingekapseld in GRE) | IPv4                  |
| Inkapseling                     | GRE                   |
| 3. Netwerk                      | IPv4                  |
| 2. Datalink                     | Ethernet              |
| 1. Fysiek                       | Ethernet fysieke laag |